# Dziwneono septembris
Dziwneono septembris är en insektsart som beskrevs av Irena Dworakowska 1972. Dziwneono septembris ingår i släktet Dziwneono och familjen dvärgstritar. Inga underarter finns listade i Catalogue of Life.